# یوستینا بویچوک
یوستینا بویچوک (لهستانی: Justyna Bojczuk؛ زادهٔ ۲۱ اوت ۱۹۹۵) بازیگر و صداپیشه اهل لهستان است.
از فیلم‌ها یا مجموعه‌های تلویزیونی که وی در آن‌ها نقش داشته‌است، می‌توان به پزشکان، در خوشی و سختی، پیمان ورشو و رنگ‌های خوشبختی اشاره نمود.